# Ambassade de Russie au Canada
 (mai 2025).
L' ambassade de Russie au Canada est la représentation diplomatique de la Russie auprès du Canada. Située dans la ville d'Ottawa au 285, rue Charlotte. La Russie a également des consulats à Toronto et à Montréal. L'actuel ambassadeur est le diplomate russe Oleg Stepanov.

## Liste des ambassadeurs

### Durant l'Union soviétique (1942 à 1991)
- Fedor Gusev (Envoyé spécial) (30 juillet 1942 - 12 août 1943)
- Gueorgui Zaroubine (23 mars 1944 - 28 septembre 1946)
- Nikolaï Belokhvostikov (Chargé d'affaires) (1946 - 1949)
- Leonid Teplov (Chargé d'affaires) (1949 - 1953)
- Dimitri Tchouvakhine (25 août 1953 - 26 octobre 1958)
- Hamazasp Haroutiounian (26 octobre 1958 - 20 février 1963)
- Ivan Shpedko (20 février 1963 - 18 octobre 1968)
- Boris Miroshnichenko (18 octobre 1968 - 1er juin 1973)
- Alexandre Nikolaïevitch Iakovlev (1er juin 1973 - 29 octobre 1983)
- Alexeï A. Rodionov (31 octobre 1983 - 30 octobre 1990)
- Richard Ovinnikov (30 octobre 1990 - 25 décembre 1991)

### Fédération de Russie (1991 à aujourd'hui)
- Richard Ovinnikov (25 décembre 1991 - 10 février 1992)
- Alexandre Belonogov (10 février 1992 - 6 janvier 1998)
- Vitali Tchourkine (23 août 1998 - 5 juin 2003)
- Gueorgui Mamedov (5 juin 2003 - 24 octobre 2014
- Alexandre Darchiev (24 octobre 2014 - 11 janvier 2021)
- Oleg Stepanov (9 mars 2021 - aujourd'hui